# Phone Game
Pour plus de détails, voir Fiche technique et Distribution.
Phone Game ou La Cabine au Québec (Phone Booth) est un thriller américain réalisé par Joel Schumacher et sorti en 2002.
Le film est présenté en avant-première au festival international du film de Toronto 2002 puis sort dans les cinémas l'année suivante. Il reçoit à sa sortie des critiques globalement positives et est très rentable au box-office.

## Synopsis
Stuart Shepard est un attaché de presse new-yorkais particulièrement menteur et vantard. Tous les jours, vers la même heure, il téléphone à Pam, une jeune actrice avec qui il désire coucher et à qui il n'a pas dit qu'il était marié à Kelly. La particularité de ce coup de fil quotidien : il le passe toujours de la même cabine téléphonique à pièces dans une rue proche de Times Square et ôte presque systématiquement son alliance.
Peu après que Stu a raccroché, le téléphone sonne. Il décroche et un homme le menace : soit Stu s'amende de toutes ses fautes, soit son interlocuteur l'abat à l'aide d'un fusil à lunette ; il lui rappelle également la mort de deux hommes d'affaires new-yorkais qu'il a abattus après un chantage téléphonique, l'un car il était pédophile, l'autre car il avait ruiné de petits actionnaires.
Le sniper explique à Stu que la prise d'otage s'achèverait s'il avouait tout à sa femme et s'il avouait tous ses mensonges à ses clients. Mais la situation s'envenime lorsque le videur d'une boîte de striptease veut déloger Stu pour que ses employées puissent téléphoner à leurs clients. Pendant l'altercation, l'interlocuteur anonyme de Stuart tire et tue le videur, les stripteaseuses accusent alors Stu et font appeler la police. Le capitaine Ramey essaye de négocier la reddition de Stu, mais comprend que soit son attachement à ce combiné téléphonique est psychologiquement important, soit cet appel cache quelque chose.

## Fiche technique
- Titre original : Phone Booth
- Titre français : Phone Game
- Titre québécois : La Cabine
- Réalisation : Joel Schumacher
- Scénario : Larry Cohen
- Photographie : Matthew Libatique
- Montage : Mark Stevens
- Musique : Harry Gregson-Williams (additionnelle : Mel Wesson, Clay Duncan, Martin Tillman et Justin Caine Burnett)
- Production : Gil Netter et David Zucker
- Société de production : Fox 2000 Pictures et Zucker/Netter Productions
- Société de distribution : 20th Century Fox (international)
- Budget : 13 millions dollars[1]
- Langue originale : anglais
- Durée : 80 minutes
- Dates de sortie :
  - Canada : 10 septembre 2002 (festival international du film de Toronto 2002)
  - Canada, États-Unis : 4 avril 2003
  - Belgique : 25 juin 2003
  - France : 27 août 2003

## Distribution
- Colin Farrell (VF : Boris Rehlinger) : Stuart « Stu » Shepard
- Kiefer Sutherland (VF : Éric Herson-Macarel) : le sniper (The Caller en version originale)
- Forest Whitaker (VF : Thierry Desroses) : le capitaine Ed Ramey
- Radha Mitchell (VF : Catherine Le Hénan) : Kelly Shepard
- Katie Holmes (VF : Caroline Victoria) : Pamela « Pam » McFadden
- Tory Kittles : un reporter
- Richard T. Jones (VF : Jean-Paul Pitolin) : le sergent Jonas Cole
- Paula Jai Parker, Arian Waring Ash et Tia Texada : les prostituées
- John Enos III (VF : Joël Zaffarano) : Leon, le mac
- Keith Nobbs : Adam, l'aide de Stu
- James G. MacDonald : le négociateur de la police
- Josh Pais (VF : Thierry Ragueneau) : Mario, propriétaire de discothèque
- Ben Foster : Big Q (non crédité)
- Jared Leto : Bobby (scène coupée au montage de la version cinéma[2])

## Production

### Genèse et développement
Le scénariste Larry Cohen avait cette idée en tête depuis des années. Il en avait déjà présenté les grandes lignes à Alfred Hitchcock dans les années 1960. Les deux hommes aimaient le projet mais ne trouvaient pas les éléments qui justifieraient la présence du personnage principal dans une cabine téléphonique tout au long du film. N'arrivant pas à le vendre, il écrit ensuite le scénario de Cellular, qu'il présentera comme le direct opposé de Phone Game.
À la fin des années 1990, Joel Schumacher est engagé comme réalisateur mais quitte le film pour tourner un film qui lui tient à cœur, Personne n'est parfait(e) (1999). La réalisation est alors proposée à Mel Gibson, puis à Albert et Allen Hughes. Ces derniers sont partants mais abandonnent finalement pour tourner From Hell. Michael Bay sera un temps envisagé mais il voulait trop modifier le scénario. Finalement, le projet prendra du retard et Joel Schumacher est à nouveau engagé.
Mel Gibson, Jim Carrey, Mark Wahlberg, Nicolas Cage, Tom Cruise, Will Smith seront envisagés dans le rôle principal. Joel Schumacher insiste auprès des producteurs pour engager Colin Farrell qu'il avait dirigé dans Tigerland (2000). Roger L. Jackson, qui prêtait sa voix au tueur de la saga Scream, a été envisagé pour l'homme appelant au téléphone. Ray Liotta a quant à lui refusé le rôle du capitaine Ed Ramey.

### Tournage
Bien que le film se passe entièrement à Manhattan, le tournage a eu lieu à Downtown Los Angeles. Le décor est réalisé en quatre jours. Une partie de la 5e rue de Los Angeles est « maquillée » pour ressembler à une rue de New York avec des boutiques sordides (dont une boîte de strip tease importante dans l'intrigue). Pour recréer l'impression d'être au pied de très hauts immeubles qui renvoient la lumière du soleil sur la rue, les machinistes ont monté des rampes de projecteurs au sommet des immeubles et fixé des rideaux blancs sur plusieurs façades. Pendant le tournage, ces rampes et rideaux étaient rapidement escamotables pour permettre de filmer des plans de coupe[réf. nécessaire].
Par ailleurs, les figurants n'ont pas lu le script et certaines de leurs réactions ne sont ainsi pas simulées.
Le tournage ne dure que douze jours seulement. Le temps est optimisé notamment en remplaçant les pauses repas par des French hours et des journées continues. Les scènes de cette fiction en temps réel sont tournées dans l'ordre chronologique, et avec jusqu'à quatre caméras en simultané.
Sur de nombreux plans, c'est Ron Eldard qui incarne le sniper. Kiefer Sutherland tourne ensuite les plans.

## Sortie et accueil

### Changement de date
Initialement prévue aux États-Unis pour le 15 novembre 2002, la sortie est repoussée plusieurs fois pour éviter une coïncidence avec l'actualité de deux snipers terrorisant la région de Washington : John Allen Muhammad et Lee Boyd Malvo. Il sort ainsi sur le sol américain le 4 avril 2003.

### Accueil critique
Le film reçoit des critiques globalement positives. Sur l'agrégateur américain Rotten Tomatoes, il récolte 72% d'opinions favorables pour 188 critiques et une note moyenne de 6,5⁄10. Sur Metacritic, il obtient une note moyenne de 56⁄100 pour 35 critiques.
En France, le film obtient une note moyenne de 3,3⁄5 sur le site AlloCiné, qui recense 7 titres de presse.

### Box-office
Le film est un succès commercial au box-office : avec un budget de 13 millions de dollars, il récolte plus de 97 millions de dollars dans le monde.
| Pays ou région    | Box-office      | Date d'arrêt du box-office | Nombre de semaines |
| ----------------- | --------------- | -------------------------- | ------------------ |
| États-Unis Canada | 46 566 212 $    | 31 juillet 2003            | 17                 |
| France            | 722 396 entrées | -                          | -                  |
| Total mondial     | 97 837 138 $    | -                          | -                  |

## Distinctions
Source : Internet Movie Database

### Récompense
- AARP Movies for Grownups Awards 2004 : meilleur réalisateur pour Joel Schumacher

### Nominations
- Teen Choice Awards 2003 : meilleur dans un film dramatique, action ou aventures pour Colin Farrell (également nommé pour Daredevil), meilleur menteur dans un film pour Colin Farrell, meilleure révélation masculine pour Colin Farrell (également nommé pour Daredevil et La Recrue)
- Golden Schmoes Awards 2003 : meilleur film sous-estimé de l'année
- NAACP Image Awards 2004 : meilleur acteur dans un second rôle pour Forest Whitaker
- Black Reel Awards 2004 : meilleur acteur dans un second rôle pour Forest Whitaker
- MTV Movie & TV Awards 2004 : meilleur méchant pour Kiefer Sutherland
- MTV Movie Awards Mexico 2004 : meilleur Colin Farrell dans un film pour Colin Farrell